# Bolitoglossa dunni
Bolitoglossa dunni é uma espécie de anfíbio caudado pertencente à família Plethodontidae, sub-família Plethodontinae.